# 阿瑞斯伯勞鳥5.56輕機槍
阿瑞斯“伯勞鳥”5.56（英語：Ares Shrike 5.56；Shrike意為伯勞鳥，以下亦簡稱為伯勞鳥）是一款由美国槍械製造商阿瑞斯防務系統公司（英語：Ares Defense；Ares，意為：阿瑞斯）所研製及生產的氣冷式、兩用供彈式轻机枪，發射5.56×45毫米北約口徑步枪子彈。
“伯勞鳥”5.56既可以是由原廠提供的一挺完整武器，或是從現有的M16系列步槍和卡賓槍裝上其提供的“性能升級套件”上機匣組裝而成。

## 概述
“伯勞鳥”5.56具有氣動式活塞傳動操作、連固定式頂部空間的可快速更換式槍管和MIL-STD-1913戰術導軌的戰術配件安裝接口。它可以使用標準的30發M16可拆卸式彈匣、100發可拆卸式C-Mag彈鼓、100發或200發M27 SAW用可散式彈鏈裝於軟袋內或200發M27 SAW用可散式彈鏈裝於硬質塑料彈箱內射擊。
“伯勞鳥”5.56的整套武器的空槍重量為7.5磅（3.4公斤），這樣比其他的班用自動武器型號，諸如埃斯塔勒国营工厂的M249輕機槍和黑克勒&科赫的MG4輕機槍更為輕便。

## 衍生型
最近的“伯勞鳥”系列產品型號出現了發展。目前的型號和原型之間存在一些顯著的差異。

### EXP-1
最初的概念驗證原型槍。它具有修改自M249的護木（散熱孔式厚鋼片上護木），一種獨特的擊發機構和來自斯通納63的可快速拆卸式槍管卡箏及釋放按鈕。其既可手持使用，也可裝上兩腳架或裝在三腳架上使用。

### EXP-2
這種改進的原型槍具有一個新型MIL-STD-1913戰術導軌護木，一種使用了一些M16組件改進而成的擊發機構，以及類似於M60通用機槍所具有的新型槍管卡箏及釋放按鈕。

### 03A
正式生產型號。與以前的原型不同的是，它具有一個設計更緊湊的側置式導氣系統，因此連活塞桿、活塞簧等也一併移至左側。而其擊發機構也有明顯修改。早期生產版本具有一個圓柱形護木，最近的生產“伯勞鳥”則具有MIL-STD-1913戰術導軌護木。槍管卡箏及釋放按鈕和一些其它組件與EXP-1型相似。

### ARES-16 AMG
AMG（全稱：Assault Machine Gun，意為：突擊機槍）是阿瑞斯防務系統公司提出的新概念。標準型採用413毫米快拆槍管，空槍質量為3.4公斤。同時公司還提供305毫米和508毫米的快拆槍管，三種槍管的導程分別是229毫米、178毫米、305毫米。無需借助工具，不超過30秒就可以快速更換槍管，而拆卸槍管的時間更是3秒內完成，膛室無彈時按下槍管卡箏及釋放按鈕並向外抽出即可。槍管採用SAE 4140或4150合金鋼製作，內部鍍鉻。
AMG可發射5.56×45毫米北約口徑的各種普通彈、曳光彈和其他特種彈（如配合消聲器時的亞音速槍彈）。
AMG採用可靠性極高的短行程、可調節式活塞導氣系統，可滿足極端環境下的使用。導氣系統的位置很特別，不像傳統活塞導氣式步槍那樣位於槍管上方或下方，而是位於槍管左側，相應地，活塞桿、活塞簧等也移至左側。AMG的氣體調節器的設計也非常特別，與槍管為一體式結構，共有4個調節位置。可以使用5.56×45毫米步枪子彈插入調節器前端的圓孔以進行調節。槍托採用LMT公司的軍用伸縮式槍托，握把為ERGO公司的產品，手感舒適。彈匣為馬格普工業公司的30發聚合物彈匣。機械瞄具由金屬覘孔式照門及圓柱型準星構成，兩者的高度和風偏都可以進行調整。
AMG不僅可以根據任務需要更換不同尺寸的槍管，同時它可以使用STANAG彈匣以及M27可散式彈鏈供彈（需要將機匣蓋更換為受彈器蓋），完全可以勝任班用機槍的角色。

### ARES-16 SPW
由阿瑞斯專門為“伯勞鳥”系統設計的機匣。這種機匣與軍用規格型M16機匣完全相同，為頂部MIL-STD-1913戰術導軌型AR式機匣，除了將它的STANAG彈匣插槽切去，以節省其空間。裝在這個機匣上的“伯勞鳥”系列只能使用M249的彈箱（或彈袋）與可散式彈鏈鏈接彈藥供彈，但他們的垂直剖面更小。

### ARES-16 MCR
ARES-16 MCR的機匣上方設有橋式MIL-STD-1913戰術導軌，而且橋架採用多孔式設計，以抬高戰術導軌高度。為了與機匣戰術導軌高度保持一致，上護木亦較高並且設有戰術導軌，同樣採用多孔式設計，因此可以使用流行的前後串連式安裝配置模式以擴大瞄準具附件的加裝應用模式。戰術導軌高度的增加，使瞄準時的姿勢更為舒適，同時又不增加全槍重量。機匣與護木之間設有槍管卡箏及釋放按鈕，可更換不同長度的槍管，以應對不同任務需要。大型拉機柄設在機匣左側，操作非常舒適，不使用時可向上折疊。

### 阿瑞斯AAR
班用支援輕型步兵自動步槍。具有快速更換槍管、下置式導氣系統、可伸縮式槍托（亦可以安裝任何種類的AR-15／M16系列步槍槍托）、MIL-STD-1913光學瞄準鏡系統連接導軌以及導軌接口護木連美国海军陆战队握把筴艙系統。使用30發至100發彈匣（或彈鼓）供彈，亦可以由使用者在幾分鐘內裝上可選擇裝上的彈鏈供彈組件，將其修改為兩用供彈配置（彈鏈和彈匣）。

### 阿瑞斯AAR/C
超緊湊型班用支援輕型步兵自動步槍。具有快速更換槍管、可側面折疊式槍托、MIL-STD-1913光學瞄準鏡系統連接導軌以及導軌接口護木。使用30發至100發彈匣（或彈鼓）供彈。緊湊型設計能夠最大限度地提高便攜性和卸載以下的可操作機動性。
這些產品衍生型配備了五條MIL-STD-1913戰術導軌。這使它能夠安裝各種商業型光學瞄準鏡、紅點鏡／反射式瞄準鏡、全息瞄準鏡、棱鏡式瞄準鏡、夜視鏡、熱成像儀、兩腳架、戰術燈、雷射瞄準器，甚至諸如榴彈發射器和散彈槍的次要槍管下掛式武器。

## 流行文化

### 電子遊戲
- 2007年—：僅在Xbox 360和PlayStation 3版本的多人模式中登場，型號為AAR/C，命名為「AS56 SAW」，載彈量100發。
- 2013年—：资料片「海軍風暴」（Naval Strike）新增武器之一。只在聯機模式中登場。型號為Ares-16 AMG-1，命名為「AWS」（中文版則命名為「AWS輕機槍」），發射5.56×45毫米NATO子彈，以100發彈鼓供彈。多人聯機模式時為「支援兵」（Support）的解鎖武器包武器之一，於完成小任務「瑞士乳酪」（獲得輕機槍勳帶3次和以支援兵身份摧毀3輛載具）時解鎖，被歸類為輕機槍，並可以使用全像、放大鏡（放大2倍）、防火帽、寛型握把、M145（放大3.4倍）、雷射瞄準器、制動器、反射式、手電筒、舒適握把、消音器、ACOG（放大4倍）、直角握把、重型槍管以及七件戰鬥包附件（FLIR（紅外線放大2倍）、稜鏡（放大3.4倍）、JGM-4（放大4倍）、土狼、消焰器、折疊握把、馬鈴薯握把、直立握把、綠點雷射瞄準器、紅外線夜視鏡（紅外線放大1倍）、眼鏡蛇、LS06消音器、PBS-4消音器、雷射／燈光組合、PKA-S、PK-A（放大3.4倍）、PSO-1（放大4倍）、R2消音器、戰術燈、三光束雷射、HD-33當中之七）。
- 2015年—：于第二年追加下载内容“白噪声行动”中登场，外形为KRYTAC公司生产的Trident LMG-E電動軟气枪，命名为“LMG-E”，使用弹箱连150发M27弹链供弹，由进攻方波兰行动应变及机动组的干员Zofia所使用。
- 2016年—：型号为EXP-1，由M16突击步枪更换上机匣而来并保留了M16的提把瞄具，命名为“LMG”，使用弹箱连M27弹链供弹。
- 2022年—《決勝時刻：現代戰爭II 2022》：型號為Ares-16 AMG，命名為“556 lcarus”。

## 資料來源
1. ↑  .   [2012-12-14]. （原始内容存档于2016-09-13）.

## 外部連結
- （英文）—Ares Defense: Official Site Archive.today的存檔，存档日期2013-01-01
- （英文）—Modern Firearms—Ares "Shrike" light machine gun / advanced weapon system （页面存档备份，存于）
- （英文）—ARES Defense Shrike 5.56 （页面存档备份，存于）
- （英文）—American Rifleman—ARES Defense SHRIKE 5.56 Advanced Weapons System （页面存档备份，存于）
- （英文）—The Firearm Blog—
  - ARES Defense ARES 2012 Shrike 5.56 （页面存档备份，存于）
  - Larry Vickers On The ARES-16 Belt-Fed AR-15 Upper （页面存档备份，存于）
  - KeyMod Handguard from ARES Defense （页面存档备份，存于）
  - ARES Shipping MCR RIfle （页面存档备份，存于）
- （英文）—Shooting Illustrated—ARES Defense Shrike 5.56
- （英文）—Nazarian's Gun's Recognition Guide (FILM) 200 Round Burst on Tripod (.MPEG) （页面存档备份，存于）
- （英文）—Military, Security and Civilian Guns and Equipment—Ares Shrike 5.56 Advanced Weapons System （页面存档备份，存于）
- （英文）—Defense Review—Shrike 5.56 by ARES Defense Systems Finally Makes it to Production. （页面存档备份，存于）
- （简体中文）—槍炮世界—Shrike 5.56™弹链式供弹上机匣 （页面存档备份，存于）